# 玄梧鳳
玄 梧鳳（ヒョン・オボン、朝鮮語: 현오봉、1922年3月26日または1923年3月26日 - 1982年10月16日）は、大韓民国の政治家。第4・6・7・8・9・10代大韓民国国会議員。本貫は延州玄氏。

## 経歴
済州島の南済州郡で生まれた。日本の興國商業学校（現・興國高等学校）卒業。1969年ソウル大学校経営大学院修了。光復後、左翼が活発だった済州島でしばらく警察に籍を置いて、済州警察署通信課長・公報室長を務めたが、1947年に商工部鉱務局に移った。
1956年に大明鉱業開発の専務を務め、その後1958年5月2日に行われた第4代総選挙で初当選し国会議員となり、自由党院内副総務・院内総務を務めた。四月革命と5・16軍事クーデターでしばらく政治活動を休止したが、1963年の第6代総選挙で民主共和党所属で当選し、国会運営委員長兼民主共和党院内総務を務めた。1967年の第7代総選挙後に国会運営委員長・南営号沈没事故真相調査特別委員長、1971年の第8代総選挙後に民主共和党院内総務、1973年第9代総選挙でも維新政友会所属で当選し、国会建設委員会委員長を務めた後、1976年には維新政友会政策委員会議長を務めた。1978年の第10代総選挙で民主共和党所属で当選し、国会運営委員長兼民主共和党院内総務、民主共和党党務議員、民主共和党済州島党務協議会議長、韓・コロンビア議員親善協会会長などを務めた。
また、1969年に済州島出身の選抜学生に対し奨学支援をする済州島奨学会を設立し、同財団の理事長を務めた。
1982年10月16日、高血圧によりソウル市西大門区の自宅で亡くなった。享年59。

## 学歴
- 興國商業学校（現・興國高等学校）
- ソウル大学校経営大学院

## 略歴
- 大明鉱業開発株式会社専務取締役
- 済州警察監察・公報室長
- 自由党院内副総務
- 民主共和党済州第2地区党委員長・院内総務
- 国会運営委員長
- 国会議事堂建立委員長
- IPUㆍAPU理事・特別委員会副議長
- 財団法人済州島奨学会理事長
- 国会議員兼調査特別委員長
- 民主共和党党務委員・済州島支部委員長
- 維新政友会政策委員会議長

## エピソード
済州道で選出された経歴を持つ国会議員としては梁正圭と並ぶ6選の最多選議員である。5選の玄敬大、連続4選の姜昌一はその次である。